# Michael Howard
Michael Howard, Baron Howard van Lympne (Llanelli, Wales, 7 juli 1941) is een Brits politicus van de Conservative Party. Hij was Partijleider van de Conservative Party van 2003 tot 2005.

## Carrière
Geboren als Michael Hecht in een Joodse familie als zoon van een voor de nazi’s gevluchte Roemeense handelaar, werd hij in Wales geboren. Zijn vader, Bernard Hecht, verengelste zijn naam naar Howard. Howards grootouders kwamen om in Auschwitz-Birkenau. Hij kwam in 1966 en 1970 tweemaal zonder succes op voor een kiesdistrict in Liverpool. Hij was een sterk voorstander van de Europese Economische Gemeenschap en werkte als advocaat. Hij ontmoette tevens de jonge Tony Blair. In 1975 huwde hij met het gewezen model Sandra Paul, maar scheidde weer van haar.
In 1983 behaalde Howard een zetel in de House of Commons voor de kring Folkestone and Hythe. Hij werd in 1985 onderstaatssecretaris voor handel en industrie in het kabinet van Margaret Thatcher, met verantwoordelijkheid voor de financiën van Londen. In 1987 werd hij minister voor de regionale regeringen; hij speelde een belangrijke rol bij de invoering van de poll tax. In 2005 zou hij zich in Schotland publiekelijk verontschuldigen voor dit slecht onthaalde experiment.
In 1990 werd hij tot minister van arbeid benoemd en behield deze post onder het kabinet van John Major. Hij kwam daarop fel in aanvaring met de vakbonden. In 1992 werd hij eerst minister van leefmilieu en vervolgens van binnenlandse zaken. Hij nam bijzonder harde standpunten tegen criminaliteit in, die bij de rechters op afkeuring stuitten. Na een reeks gevangenis ontsnappingen in 1996, kreeg hij een politiek doortastende reputatie.
In 1997 kandideerde hij voor het voorzitterschap van de partij, maar verloor van William Hague. Howard werd minister van buitenlandse zaken in Hagues schaduwkabinet en in 2001 minister van financiën in het schaduwkabinet van Iain Duncan Smith. Nadat Duncan Smith in een motie van wantrouwen door de partijleden was weggestemd, was Howard de enige kandidaat om het ambt over te nemen; hij werd in 2003 de nieuwe partijvoorzitter. De publieke opinie zag in hem een sterker leider dan de verbaal weinig begiftigde Duncan Smith, maar zijn eertijdse betrokkenheid bij de poll tax en het harde Thatcher-beleid vormden een hindernis.
Howard kwam onder de aandacht, nadat hij in februari 2004 Tony Blair opriep om af te treden, aangezien die het Britse volk onder valse voorwendselen in de Oorlog in Irak had betrokken (namelijk de bewering dat Saddam Hoessein over massavernietigingswapens beschikte). Naderhand steunde hij de interventie in Irak toch, omdat hij meende dat een stabilisering van dat land de inspanning wel waard was. President George W. Bush, een trouwe bondgenoot van Blair, weigerde daarop Howard in Washington te ontvangen.
Bij de verkiezingen van 5 mei 2005 slaagde Howard erin, een duidelijke winst voor de Tories in de wacht te slepen, maar die was nog steeds onvoldoende om een derde Labourregering te verhinderen. Hij trad af met als reden dat hij zichzelf te oud vond om nog een eventuele toekomstige Tory-regering te leiden en dat het tijd was voor een jong iemand. Howard stelde voor om onder alle leden van de partij een referendum te organiseren, maar uiteindelijk besliste de fractie in de Commons tussen David Davis en David Cameron. Cameron, een jonge, onervaren kandidaat, volgde Howard als partijvoorzitter op.
In de pers werd Howard bijwijlen Dracula genoemd; zijn verleden in het Thatcher-kabinet en als pleitbezorger van een hard beleid, gecombineerd met zijn ouderlijke afkomst uit Transsylvanië, zorgden ervoor dat men hem karikaturaal als vampier voorstelde.
- Gemeinsame Normdatei: 137177704
- International Standard Name Identifier: 0000 0000 7882 9389
- Library of Congress Control Number: no96032954
- Nationale Bibliotheek van Israël: 987012653974805171
- Système universitaire de documentation: 098322788
- Virtual International Authority File: 41433917
- WorldCat: E39PBJhdbMVGwRCByqhBmPFkDq